# كارول ماسون
كارول آن ماسون أستاذة علم الأمراض وبيولوجيا الخلية في جامعة كولومبيا في معهد مورتيمر بي زوكرمان للسلوك العقلي والعقل. تدرس التوجيه المحوري في المسارات البصرية في محاولة لاستعادة البصر للمكفوفين. يركز بحثها على خلية العقدة الشبكية. تم انتخابها عضوًا في الأكاديمية الوطنية للعلوم (NAS) في عام 2018.

## النشأة والتعليم
حصلت ميسون على درجة البكالوريوس من جامعة تشاتام وتخرجت عام 1967. حصلت ميسون على درجة الدكتوراه في علم الحيوان والغدد الصماء اللافقاريات من جامعة كاليفورنيا (بيركلي ). كانت عضوة في فاي بيتا كابا. في عام 1967 حصلت على زمالة مؤسسة وودرو ويلسون.

## البحث والوظيفة
كانت ماسون زميلة لما بعد الدكتوراه في جامعة ويسكونسن-ماديسون وجامعة شيكاغو. عملت مع راي جيليري على التشريح الخلوي للأنظمة البصرية للقطط. التحقت بكلية الطب بجامعة نيويورك عام 1980.
تم تعيين ماسون في هيئة التدريس بجامعة كولومبيا عام 1987. شاركت في إدارة برنامج البيولوجيا العصبية والسلوك وبرنامج تدريب المعاهد الوطنية لعلوم الرؤية الصحية. تدرس ماسون دور منظمات النسخ وآليات التوجيه في النظام البصري للثدييات. على وجه الخصوص، تدرس خلية العقدة الشبكية التي تربط العين بالمهاد والتي تعمل كمحطات ترحيل حسية. ترسل نصف الخلايا العقدية الشبكية المعلومات إلى جانب واحد من المهاد بينما يرسل النصف الآخر المعلومات إلى الجانب الآخر. تدرس ماسون كيف تعرف هذه المحاور ما إذا كانت ستعبر التصالب البصري أم لا. لفهم كيفية حدوث ذلك استخدمت ماسون كاميرا لوسيدا لتتبع المحاور في جذر الخلايا العقدية في شبكية العين. ركزت ماسون على أطراف المحاور ووجدت أن معظمها يمتد عبر نفس الجانب من أدمغتهم من حيث يبدأون. حددت ماسون أنه عندما يصل نوع واحد من الخلايا العقدية الشبكية إلى هذا التصالب ترتبط الجزيئات بمستقبلات تمنعها من العبور في حين أن النوع الآخر لا يفعل ذلك.
تقوم ماسون بدراسات حول الجينات المحورة في الفئران. كما أنها تضع ملصقات كيميائية على الخلايا العقدية في شبكية العين لرصدها في الدماغ. تستخدم ماسون التصوير عالي الدقة لإنشاء عرض ثلاثي الأبعاد للمحاور. إنها تطبق فهمها على النظام البصري ألبينو حيث يوجد نقص في الصبغة يمكن أن يؤدي إلى إعاقات بصرية.تحدث إعاقات بصرية بسبب سوء توجيه ألياف شبكية العين عند التصالب البصري، وربطها بأهداف متقابلة وليست مماثلة. تدرس ماسون كيف يؤثر المسار الميلانيني من ظهارة صبغة الشبكية على نمط الشبكية. وتدرس أيضًا كيف يمكن للنشاط الجيني أن يحول الخلايا الجذعية إلى خلايا شبكية يمكن استخدامها لاستعادة الرؤية.
تعمل ماسون كمحررة لمجلات الحياة والرأي الحالي في علم الأعصاب والتنمية العصبية. بصفتها رئيسة لجمعية علم الأعصاب دعت ماسون إلى العمل على تحسين التنوع داخل مجتمع علم الأعصاب.

## الجوائز والتكريم
- 2006 زميل الجمعية الأمريكية لتقدم العلوم [17]
- 2013 رئيس جمعية علم الأعصاب [16]
- 2014 زميل أول في مؤسسة سيمونز [18]
- 2016 جائزة رؤية شامباليمود من مؤسسة أنطونيو شامباليمود [19]
- 2017 جائزة ميكا سالبيتر للإنجاز مدى الحياة من جمعية علم الأعصاب [20]
- 2018 انتخبت في الأكاديمية الوطنية للعلوم [21]